# فاطمة غزال
فاطمة غزال أول شهيدة فلسطينية، وقد استشهدت عام 1936م.

## استشهادها
استشهدت فاطمة غزال في معركة وادي عزون، التي وقعت غرب بلدة عزون والتي حدثت بين الثوار الفلسطينيين والقوات البريطانية في ثورة فلسطين 1936م. استشهدت فاطمة وهي تقدم الماء والمعونات الغذائية للفدائيين الذين تولوا مهمة الدفاع عن بلدة عزون، حيث تم قنصها من قبل القوات البريطانية أثناء تأديتها لواجبها الوطني، وذلك في 26 يونيو /حزيران عام 1936م وكان عمرها قد تجاوز الخمسين عاما.

## نسبها وعائلتها
تنتسب فاطمة خليل غزال إلى أسرة فلاحية من عزون، حيث نسبت إلى اسم زوجها أحمد غزال سويدان الذي أنجبت منه ولداً اسمه محمود، وابنتين هما غزالة وزهيّة تزوجت الأولى في الطيرة، المثلث، أما الثانية فتزوجت في كفر ثلث، قلقيلية. ولديها ابن وحيد وهو الشهيد محمود غزال الذي نحا منحى والدته فاستشهد أثناء مشاركته في ثورة عام 1936م ضد الصهاينة والاحتلال البريطاني، وفي عام 1939م بعد استشهاد أمه بثلاث سنوات أعدمته الحكومة البريطانية لقيامه بقتل عميلٍ عربي لبريطانيا في مدينة القدس ودفن في مقبرة باب الأسباط في القدس.